# Estació de Prat de la Riba
Prat de la Riba és una estació en construcció de la L9/L10 del metro de Barcelona. En aquesta estació del Tram 3 (Zona Universitària – la Sagrera) hi faran parada trens de la L9 i la L10.
Donarà servei als barris de les Tres Torres i Sarrià, i a la Clínica Corachán. L'accés se situarà al passeig de Sant Joan Bosco, a l'altura dels jardins de Joan Vinyoli. L'estació serà de tipus pou amb 55 metres de profunditat i 32 metres de diàmetre, comptarà amb 6 ascensors de gran capacitat i 2 ascensors per a persones amb mobilitat reduïda (PMR) i una andana de 108 metres projectats.
La previsió inicial era obrir l'estació l'any 2007; però, atesos diversos contratemps, se’n va anar endarrerint la data. El mes de juny del 2011 el Departament de Territori i Sostenibilitat de la Generalitat de Catalunya va anunciar que aquest tram, encara no construït, estava paralitzat temporalment mentre es buscava finançament, per tal d’evitar el mètode alemany (o de peatge a l'ombra) utilitzat a la resta de l'obra. La previsió actual és que el tram comú del túnel entri en servei l’any 2023, sense data de finalitació per a l'estació de Prat de la Riba.
Article principal: L9 del metro de Barcelona
| Metro de Barcelona              |               |       |        |                        |
| Procedència/Destinació          | <             | Línia | >      | Procedència/Destinació |
| Aeroport T1                     | Manuel Girona | obres | Sarrià | Can Zam                |
| Pratenc                         | Manuel Girona | obres | Sarrià | Gorg                   |
| Font recorregut: PDI 2009-2018. |               |       |        |                        |